# 日本における外国人参政権/地方自治体の動き
本項目では、日本における外国人参政権問題に関する各地方自治体の動きを概観する。

## 現在の概況
民主党政権誕生以降
2009年の民主党政権誕生と外国人参政権推進の動きを受け、2009年10月から12月にかけて、自由民主党所属の県議会議員が中心となって、秋田県、山形県、埼玉県、新潟県、香川県、長崎県、熊本県の7県議会で外国人地方参政権の法制化に反対する意見書を可決。また、かつて賛成する意見書を可決していた茨城県、千葉県、富山県、石川県、島根県、佐賀県、大分県の7県議会でも反対する意見書を可決した。
2010年7月現在、27県議会といくつかの自治体が外国人地方参政権付与への反対を可決、6県議会が慎重な対応を求める意見を可決、2県議会が賛成意見を可決している。
2010年1月の動き
自民党石川県連幹事長の福村章県議は2010年1月の朝日新聞で「政権交代で状況が変わった」「かつて賛成したのは、法制化が現実的ではなかったから。賛成を要望した人の顔を立てておけと安易に考えていた」と証言している。同年1月21日、全国都道府県議会議長会（会長・金子万寿夫鹿児島県議会議長）は、都内総会で、永住外国人に地方参政権（選挙権）を付与する法案について、政府が法案を拙速に国会提出する前に、地方側の意見を十分に聴くよう求める特別決議を採択した。同決議で「民主主義の根幹にかかわる問題であるとともに、地方自治体のあり方に重大な影響を及ぼす」と指摘した。同年1月25日からは、全国の首長、地方議員約1万人分の反対署名を集めて、政府に提出する運動が行われている。
政府のコメント
このような地方自治体における外国人参政権反対の優位の状況に対して、2010年1月、平野博文官房長官は「地方自治体の問題ではなく、わが国に住んでいる住民の権利としてどうなのかという概念だ」と、外国人に対する地方参政権付与は地方自治体の意見と無関係とした。

## 各都道府県
「反」を反対、「慎」を慎重、「賛」を賛成とする。
| 地方              | 都道府県名 | 賛 否 | 備考 |
| ----------------- | ---------- | ----- | --- |
| 北海道・ 東北地方 | 北海道     |       | |
| 北海道・ 東北地方 | 青森県     | 反    | 外国人参政権に反対する意見書を可決。三村申吾知事が慎重な態度を表明。 |
| 北海道・ 東北地方 | 岩手県     | 賛    | 達増拓也知事が賛成を表明。 |
| 北海道・ 東北地方 | 宮城県     | 反    | 外国人参政権に反対する意見書を可決。村井嘉浩知事が慎重な態度を示す。 |
| 北海道・ 東北地方 | 秋田県     | 反    | 外国人参政権に反対する意見書を可決。佐竹敬久知事は慎重な態度を示す。 |
| 北海道・ 東北地方 | 山形県     | 反    | 外国人参政権に反対する意見書を可決。吉村美栄子知事は「県内に住んでいる外国人にきちんと住民サービスをやっていくのが（県の）役割。（参政権問題は）国が考えるべきこと」と述べ慎重な考えを示している。 |
| 北海道・ 東北地方 | 福島県     | 慎    | 佐藤雄平知事が慎重な態度を示す。 |
| 関東地方          | 東京都     | 反    | 石原慎太郎知事が反対を表明。 |
| 関東地方          | 茨城県     | 反    | 外国人参政権に反対する意見書を可決。 |
| 関東地方          | 栃木県     | 反    | 外国人参政権に反対する意見書を可決。 |
| 関東地方          | 群馬県     | 反    | 外国人参政権に反対する意見書を可決。 |
| 関東地方          | 埼玉県     | 反    | 外国人参政権に反対する意見書を可決。上田清司知事も反対を表明。 |
| 関東地方          | 千葉県     | 反    | 外国人参政権に反対する意見書を可決。森田健作知事も反対を表明。 |
| 関東地方          | 神奈川県   | 慎    | 松沢成文知事が慎重な態度を示す。 |
| 東海地方          | 岐阜県     | 賛→反 | 外国人参政権を推進する意見書を可決→外国人参政権に反対する意見書を可決。 |
| 東海地方          | 静岡県     | 反    | 外国人参政権に反対する意見書を可決。 |
| 東海地方          | 愛知県     |       | |
| 中央高地          | 山梨県     | 反    | 外国人参政権に反対する意見書を可決。 |
| 中央高地          | 長野県     | 慎    | 外国人参政権に慎重な対応を求める意見書を可決。 |
| 北陸地方          | 新潟県     | 反    | 外国人参政権に反対する意見書を可決。 |
| 北陸地方          | 富山県     | 反    | 外国人参政権に反対する意見書を可決。 |
| 北陸地方          | 石川県     | 反    | 外国人参政権に反対する意見書を可決。 |
| 北陸地方          | 福井県     | 反    | 外国人参政権に反対する意見書を可決。 |
| 近畿地方          | 滋賀県     | 慎→賛 | 「憲法に規定する国民主権をどう考えるかなど多くの問題があり、慎重に議論する必要がある」としていたが、在日本大韓民国民団滋賀県地方本部が「善良な市民として日常生活を送っている外国人を差別するのは不当。納税などの義務を果たしているのに権利がないのはおかしい」と訴え続け、2010年に外国人参政権を推進する意見書を可決。 |
| 近畿地方          | 京都府     |       | |
| 近畿地方          | 奈良県     |       | |
| 近畿地方          | 三重県     |       | |
| 近畿地方          | 和歌山県   | 反    | 外国人参政権に反対する意見書を可決。 |
| 近畿地方          | 大阪府     |       | |
| 近畿地方          | 兵庫県     |       | |
| 中国・ 四国地方   | 鳥取県     | 反    | 外国人参政権に反対する意見書を可決。 |
| 中国・ 四国地方   | 島根県     | 反    | 外国人参政権に反対する意見書を可決。 |
| 中国・ 四国地方   | 岡山県     | 慎    | 「付与は民主主義の根幹にかかわる問題で、とりわけ地方自治のあり方に重大な影響を及ぼす」と指摘し「具体的な議論を始める場合は国民の議論を喚起し、地方の意見を十分聞くよう要望する」という内容の意見書を可決。 |
| 中国・ 四国地方   | 広島県     | 賛    | 外国人参政権を推進する意見書を可決。 |
| 中国・ 四国地方   | 山口県     | 慎    | 外国人参政権に慎重な対応を求める請願を採択。 |
| 中国・ 四国地方   | 徳島県     | 慎    | 外国人参政権に慎重な対応を求める意見書を可決。 |
| 中国・ 四国地方   | 香川県     | 反    | 外国人参政権に反対する意見書を可決。 |
| 中国・ 四国地方   | 愛媛県     | 反    | 「永住外国人への地方参政権付与の法制化を求める意見書」を否決した後、「永住外国人への地方参政権付与の法制化に反対する意見書」を可決。 |
| 中国・ 四国地方   | 高知県     | 慎    | 外国人参政権に慎重な対応を求める意見書を可決。 |
| 九州・ 沖縄地方   | 福岡県     | 慎    | 外国人参政権に慎重な対応を求める意見書を可決。麻生渡知事が否定的な考えを示す。 |
| 九州・ 沖縄地方   | 佐賀県     | 反    | 外国人参政権に反対する意見書を可決。 |
| 九州・ 沖縄地方   | 長崎県     | 反    | 外国人参政権に反対する意見書を可決。 |
| 九州・ 沖縄地方   | 熊本県     | 反    | 外国人参政権に反対する意見書を可決。 |
| 九州・ 沖縄地方   | 大分県     | 反    | 外国人参政権に反対する意見書を可決。 |
| 九州・ 沖縄地方   | 宮崎県     | 反    | 外国人参政権に反対する意見書を可決。 |
| 九州・ 沖縄地方   | 鹿児島県   |       | |
| 九州・ 沖縄地方   | 沖縄県     |       | |

## 各市町村
「反」を反対、「慎」を慎重、「賛」を賛成とする。
| 都道府県名 | 市町村名   | 賛否 | 備考                                               |
| ---------- | ---------- | ---- | -------------------------------------------------- |
| 岩手県     | 大船渡市   | 反   | 外国人参政権に反対する意見書を可決。               |
| 東京都     | 杉並区     | 反   | 山田宏区長は反対の意思表示をしている。             |
| 東京都     | 小金井市   | 賛   | 定住外国人への地方参政権付与を求める意見書を可決。 |
| 茨城県     | 常総市     | 反   | 外国人参政権に反対する意見書を可決。               |
| 茨城県     | 大洗町     | 反   | 外国人参政権に反対する意見書を可決。               |
| 埼玉県     | さいたま市 | 慎   | 清水勇人市長が慎重な態度を示す。                   |
| 埼玉県     | 吉川市     | 反   | 外国人参政権に反対する意見書を可決。               |
| 神奈川県   | 横浜市     | 慎   | 林文子市長が「拙速」との見解を示す。               |
| 愛知県     | 名古屋市   | 反   | 河村たかし市長が反対を表明。                       |
| 長野県     | 中野市     | 賛   | 定住外国人の地方参政権の確立に関する意見書を可決。 |
| 新潟県     | 長岡市     | 反   | 外国人参政権に反対する意見書を可決。               |
| 滋賀県     | 大津市     | 反   | 外国人参政権に反対する意見書を可決。               |
| 大阪府     | 大阪市     | 慎   | 平松邦夫市長が慎重な態度を示す。                   |
| 岡山県     | 備前市     | 賛   | 西岡憲康市長が個人的な賛意を示す。                 |
| 島根県     | 松江市     | 反   | 外国人参政権に反対する意見書を可決。               |
| 島根県     | 隠岐の島町 | 反   | 外国人参政権に反対する意見書を可決。               |
| 広島県     | 広島市     | 反   | 外国人参政権に反対する意見書を可決。               |
| 山口県     | 防府市     | 反   | 外国人参政権に反対する意見書を可決。               |
| 山口県     | 山口市     | 反   | 外国人参政権に反対する意見書を可決。               |
| 愛媛県     | 松山市     | 反   | 外国人参政権に反対する意見書を可決。               |
| 愛媛県     | 今治市     | 反   | 外国人参政権に反対する意見書を可決。               |
| 福岡県     | 直方市     | 反   | 外国人参政権に反対する意見書を可決。               |
| 長崎県     | 対馬市     | 反   | 外国人参政権に反対する意見書を可決。               |
| 長崎県     | 大村市     | 反   | 外国人参政権に反対する意見書を可決。               |
| 長崎県     | 壱岐市     | 反   | 外国人参政権に反対する意見書を可決                 |
| 沖縄県     | 与那国町   | 反   | 外国人参政権に反対する意見書を可決。               |

### 長崎県・対馬
韓国政府から日本が占拠しているとして「返還」要求がなされてきた対馬では韓国人による不動産買収が進んでいることから、外国人参政権の付与が韓国による実効支配を強める恐れや分離独立宣言が出されるとの懸念が示されている。
長崎県議会は内閣総理大臣、衆議院議長、参議院議長などに宛てて「対馬は韓国領だと主張する韓国人がいて、実際に韓国資本により対馬の土地の多くが買われ、韓国人が移住しているという現在、もし、在日韓国人に地方参政権が与えられたとしたら、韓国政府の意向を受けた地方公共団体の長や議員が誕生し、実質的に対馬を韓国領とされてしまうという悪夢が実現するのではないかという大きな懸念を持っている」との意見書を提出している。2008年に韓国でおこなわれた調査によれば、回答者の半数以上が「韓国政府は日本政府に対馬の韓国への返還を要求するべきである」と考えており、金成萬前韓国海軍作戦司令官は対馬への軍事侵攻計画を作成するよう韓国政府に求める論文を発表した。

### 沖縄県・与那国島・名護市
日本で最初に外国人地方参政権の許容説を唱え現在は反対を唱えている長尾一紘は、自衛隊誘致が争点となった2009年の与那国島町長選挙で誘致派の現職が再選されたことについて、「票差は103票に過ぎないため、外国人一般永住者が103人移住すれば逆転する」可能性に言及している。与那国島町議会では自衛隊誘致を決議しており、国境の島として「中国の内外政策の影響で難民が押し寄せる恐れがある」との意見が出されている。
長尾は、アメリカ軍基地の移転問題が争点となっている名護市については、「中国人が1600人程度移住すれば選挙結果を左右できてしまい、中国人によって日米安全保障条約が破棄に追い込まれる恐れがあり、日米安全保障条約によって安全が保たれている、台湾、ベトナム、フィリピンなどにも影響を及ぼしてしまう」と述べている。

### 東京都・小笠原村
小笠原村には中国が日本領土と認めていない沖ノ鳥島があるが、長尾一紘は2007年におこなわれた村長選挙に触れ、「外国人一般永住者が400人移住すれば選挙結果を逆転できる」と述べている。

### 埼玉県
埼玉県議会では2009年末に外国人参政権に反対する意見書を可決。上田清司知事は「一貫して反対の立場だ。慎重に対応すべきだ」「そもそも在日の3世、4世になっても日本国籍を取得しないことの方が違和感がある」と述べている。また、「ナーバスな問題。国家の基本の話は１回の国会の多数決で片づける話ではない」「基地問題など外交、安全にかかわる話が市長選のテーマになることもある。国の運命を左右する話には、日本国籍を持った人が投票すべきだ」とも述べている。

#### 千葉県・市川市
市川市では、2010年1月29日の市議会総務委員会で可決されていた永住外国人への地方参政権の付与に反対する意見書が、民団市川支部のロビー活動によって一夜にして、翌20日の本会議では出席議員全員（4名退出）が賛成し、逆転で否決された。

### 神奈川県・横浜市
林文子横浜市長は法案提出について「拙速」との見解を示している。また、市議会の自民党市議団が参政権付与反対の意見書を2010年2月に開かれる第1回市議会定例会に提出する意向を示した。
中田宏前横浜市長は、永住外国人に地方参政権（選挙権）を付与する法案について「外国人を差別する気は毛頭ない」とした上で、「参政権は、国籍を持つ国民が有するのが万国共通」と外国人に参政権を認めることに反対し、「グローバリゼーションで日本社会が多様化するなか、帰化する人は歓迎すべきだ」と、参政権を主張するならば帰化する必要があるとの考えを示した。
また、納税していることを理由に参政権を付与すべきだとの意見については、「納税の対価は、道路を使えたり蛇口をひねれば水が飲めたり、安全が確保されているといった行政サービス。参政権もと言うのは一見まともに聞こえるが大間違いだ」とした。
ほか、民主党の外国人参政権付与法案提出について「民主党は国を売っているように思ってしまう」と批判した。

## 住民投票への外国人住民の権利を認めた自治体
2025年現在、公職選挙の選挙権・被選挙権は、地方自治法11条・18条、公職選挙法9条2項により外国人に対しては認められておらず、判例もこの立場である。以下に列挙されるのは住民投票に対する「投票資格」に関するものであって、住民投票の提起（直接請求権）は「普通地方公共団体の議会の議員及び長の選挙権を有する者」（地方自治法74条）によらねばならないため、外国人には請求権限がない（請求の提起や提起に必要とされる署名は出来ない）。
- 【2020年時点での一覧】

北海道増毛町、北海道稚内市、北海道北広島市、北海道苫小牧市、北海道遠軽町、北海道美幌町、北海道北見市、岩手県宮古市、岩手県奥州市、岩手県滝沢市、岩手県西和賀町、宮城県柴田町、埼玉県美里町、埼玉県鳩山町、東京都三鷹市、東京都小金井市、東京都杉並区、千葉県我孫子市、神奈川県川崎市、神奈川県逗子市、神奈川県大和市、長野県小諸市、新潟県上越市、静岡県静岡市、静岡県掛川市、愛知県高浜市、三重県名張市、石川県宝達志水町、福井県越前市、滋賀県野洲市、滋賀県愛荘町、大阪府岸和田市、大阪府豊中市、大阪府大東市、鳥取県北栄町、鳥取県日吉津村、広島県広島市、広島県大竹市、山口県山陽小野田市。